# Погорелое (Гомельская область)
Погорелое (бел. Пагарэлае) — упразднённая деревня в Ельском районе Гомельской области Белоруссии. Входила в состав Скороднянского сельсовета.
Кругом лес.

## География

### Расположение
В 30 км на юго-запад от Ельска, в 17 км от железнодорожной станции Словечно (на линии Калинковичи — Овруч), в 207 км от Гомеля.

## Транспортная сеть
Транспортные связи по просёлочной, затем автомобильной дороге Скородное — Ельск. Застройка деревянная, усадебного типа.

## История
По письменным источникам известна с XVIII века как хутор в Мозырском повете Минского воеводства Великого княжества Литовского. После 2-го раздела Речи Посполитой (1793 год) в составе Российской империи. В 1879 году упоминается как селение Скороднянского церковного прихода. В 1908 году в Скороднянской волости.
В 1929 году жители вступили в колхоз. Во время Великой Отечественной войны в июне 1943 года оккупанты сожгли деревню и убили 8 жителей. 14 жителей погибли на фронте. В 1959 году в составе совхоза «Скороднянский» (центр — деревня Скородное).
С 29 ноября 2005 года исключена из данных по учёту административно-территориальных и территориальных единиц.

## Население

### Численность
- 2005 год — жителей нет.

### Динамика
- 1795 год — 8 дворов.
- 1816 год — 15 дворов, 69 жителей.
- 1897 год — 11 дворов, 96 жителей (согласно переписи).
- 1908 год — 16 дворов, 125 жителей.
- 1917 год — 162 жителя.
- 1924 год — 27 дворов.
- 1940 год — 28 дворов.
- 1959 год — 121 житель (согласно переписи).
- 2000 год — 2 хозяйства, 3 жителя.
- 2005 год — жителей нет.